# Dolf Roks
Dolf Roks (Zierikzee, 21 november 1962) is een Nederlandse voetbaltrainer.
Als aanvaller speelde Roks in het amateurvoetbal voor VV Zierikzee, SV Duiveland.
Roks begon, nadat hij voor zijn CIOS opleiding al stage liep bij de club, in 1986 als jeugdtrainer bij Sparta Rotterdam. Na tien jaar trouwe dienst voor de Spartanen zou hij behalve jeugdtrainer ook de functie van assistent-trainer gaan vervullen. In 1996 nam Roks het hoofdtrainerschap over van Joop Brand die vanwege drukke werkzaamheden aan het CIOS in Overveen opstapte. De laatste 7 wedstrijden wist Roks Sparta in de Eredivisie te houden door op de 13e plaats te eindigen. Ook na het ontslag van van der Zee in 1998 was Roks 2 wedstrijden hoofdcoach van Sparta Rotterdam.  Een jaar  later werd hij  aangesteld als hoofdcoach bij dezelfde club na het ontslag van Jan Everse. Roks eindigde dat jaar met Sparta op een dertiende plaats in de Eredivisie. Hij zou het seizoen 1999/2000 afmaken en plakte er vervolgens nog een seizoen aan vast. In februari werd Willem van Hanegem aangesteld als hoofdtrainer en werd Roks zowel assistent van van Hanegem als Technisch Directeur van Sparta Rotterdam. Als TD haalde Roks Frank Rijkaard naar het Kasteel maar onder diens leiding degradeerde Sparta voor het eerst in de geschiedenis naar de 1e divisie. Na het opstappen van Frank Rijkaard in  2002 werd hij echter opnieuw benoemd tot hoofdtrainer van de club en was hij nog altijd technisch directeur. De resultaten vielen echter tegen en Roks kon vertrekken.
In 2005 werd hij aangesteld als hoofdtrainer bij RBC Roosendaal na het ontslag van Jan van Dijk. Roks handhaafde zich in de Ere-divisie via de na-competitie. In het seizoen 2005 -2006 draaide RBC Roosendaal echter al vanaf het begin af aan slecht en stond voortdurend op de laatste plaats in de Eredivisie. Op 3 januari 2006 werd Roks dan ook ontslagen en vervangen door Robert Maaskant.
Roks was mede-eigenaar van de voetbalschool JVOZ (Jeugd Voetbal Opleiding Zeeland), samen met Dennis en Gérard de Nooijer. Hij was tevens 7 jaar docent aan het CIOS Goes-Breda.
Roks is sinds 2014 weer terug bij Sparta Rotterdam. Na de rol als Technisch Manager en Scouting sinds 2015 in de functie van Hoofd Jeugd Opleiding en Scouting. In december 2017 fungeerde hij als interim hoofdcoach van Sparta tussen het ontslag van Alex Pastoor en de aanstelling van Dick Advocaat. Roks is inmiddels zes jaar hoofd jeugdopleiding. In oktober 2021 werd Roks ontslagen bij Sparta. Dit vanwege zijn toekomstvisie op de jeugdopleiding van Sparta welke conflicteerde met de visie van Technisch Directeur Henk van Stee hierop. In november 2021 gaat Roks aan het werk voor AFC Ajax.